# Пјано ди Мадрињано (Ла Специја)
Пјано ди Мадрињано је насеље у Италији у округу Ла Специја, региону Лигурија.
Према процени из 2011. у насељу је живело 87 становника. Насеље се налази на надморској висини од 57 м.